# NGC 3179
NGC 3179 est une vaste galaxie lenticulaire située dans la constellation de la Grande Ourse. NGC 3179 a été découverte par l'ingénieur irlandais Bindon Stoney en 1851.

## Caractéristiques
Sa vitesse par rapport au fond diffus cosmologique est de 7 391 ± 17 km/s, ce qui correspond à une distance de Hubble de 109,0 ± 7,6 Mpc (∼356 millions d'al).
À ce jour, une mesure non basée sur le décalage vers le rouge (redshift) donne une distance d'environ 124,000 Mpc (∼404 millions d'al). Cette valeur est à l'extérieur des valeurs de la distance de Hubble. Notons que c'est avec la valeur moyenne des mesures indépendantes, lorsqu'elles existent, que la base de données NASA/IPAC calcule le diamètre d'une galaxie et qu'en conséquence le diamètre de NGC 3179 pourrait être d'environ 63,4 kpc (∼207 000 al) si on utilisait la distance de Hubble pour le calculer.